# Michał Juszczakiewicz
Michał Juszczakiewicz (ur. 14 listopada 1958 w Sopocie) – polski aktor, prezenter telewizyjny oraz scenarzysta, reżyser i producent filmów dokumentalnych. Popularność zdobył również jako prowadzący programu Od przedszkola do Opola.

## Życiorys

### Wczesne lata
Jako nastolatek pragnął zostać astronomem. Zajął 11. miejsce na Ogólnopolskiej Olimpiadzie Astronomicznej.
W 1977 rozpoczął studia na Wydziale Aktorskim Państwowej Wyższej Szkoły Teatralnej w Warszawie, które ukończył w 1981. W latach 1987–1988 studiował na wydziale scenariuszowym Państwowej Wyższej Szkoły Teatralnej, Telewizyjnej i Filmowej w Łodzi.

### Kariera
Będąc w trzeciej klasie liceum, zaczął grać w filmach. Jako student trzeciego roku warszawskiej PWST zagrał główną rolę w filmie w reż. Piotra Andrejewa Czułe miejsca (1980), a następnie zagrał kilka jeszcze ról w ważnych wtedy filmach Gorączka, Człowiek z żelaza, Miś, Matka Królów.
Za swoje role filmowe w 1984 otrzymał Nagrodę im. Zbyszka Cybulskiego dla najlepszego aktora młodego pokolenia. Rok później na Ogólnopolskim Festiwalu Teatrów Jednego Aktora zdobył Nagrodę Główną i Nagrodę za Debiut za monodram pt. „Za życie zuchwałe” na podstawie prozy Edwarda Stachury.
Jako reżyser w 1989 zadebiutował filmem telewizyjnym pt. „Kawalerka”. Ma na swoim koncie scenariusze filmów fabularnych i seriali telewizyjnych, a także adaptacje sceniczne. Od 1991 prowadzi w Gdańsku swoją niezależną agencję artystyczną.
W latach 1995–2007 prowadził program rozrywkowy ze śpiewającymi dziećmi, pt. Od przedszkola do Opola, którego był współautorem, scenarzystą, prowadzącym i reżyserem. Za program ten otrzymał Nagrodę Towarzystwa Przyjaciół Miasta Opola.
Równolegle z pracą w programie Od przedszkola do Opola zajmował się realizacją filmów dokumentalnych, reportaży, pisaniem scenariuszy, reżyserowaniem spektakli i widowisk. Prowadził warsztaty aktorskie z aktorami, dziećmi oraz młodzieżą uzależnioną od narkotyków. Jest producentem autorskiego festiwalu szantowy „Szanty pod Żurawiem” w Gdańsku.
W 2009 premierę miał, wyprodukowany i wyreżyserowany przez niego, film dokumentalny Tajemnica grobu Kopernika opowiadający o poszukiwaniu i identyfikacji zaginionego grobu Mikołaja Kopernika. Film otrzymał nagrodę na festiwalu filmów dokumentalnych w Szanghaju.

## Filmografia aktorska
- 1976: Wakacje – jako Zdzisiek Rudawski
- 1979: Godzina „W” – jako „Sowa”
- 1979: Terrarium – jako Michał Grabek
- 1980: Czułe miejsca – jako Jan Zaleski – monter 13-13
- 1980: Gorączka – jako Michał Juszczyk
- 1980: Dom – jako ranny w gipsowym gorsecie (odc. 1)
- 1981: Amnestia – jako Ryszard
- 1981: Człowiek z żelaza – jako młody stoczniowiec
- 1981: Mężczyzna niepotrzebny! – jako Jacek
- 1982: Matka Królów – jako Staś Król
- 1982: Do góry nogami – jako Edzio puzonista
- 1982: Punkty za pochodzenie – jako Michał Seretny
- 1983: Pobyt – jako strażnik
- 1983: Dolina szczęścia – jako Artur
- 1984: Przyspieszenie – jako Gość weselny
- 1984: Kobieta w kapeluszu – jako Feliks, chłopak Ewy
- 1984: Umarłem, aby żyć – jako Ranny
- 1984: 1944 (odc. 1)
- 1985: Mokry szmal – jako Antek
- 1986: Weryfikacja – jako Koleś
- 1986: Blisko, coraz bliżej – jako Willi (odc. 13-15 i 18)
- 1987: Dorastanie – jako kumpel Leszkiewicza z łaźni (odc. 2-4)
- 1987: Rajski ptak – jako radiesteta
- 1989: Co lubią tygrysy – jako Bisex
- 1989: Kapitał, czyli jak zrobić pieniądze w Polsce – jako Bekiet
- 1989: Triumf ducha – jako członek Sonderkommando
- 1989: Lawa – jako Adam Suzin w „Scenie Więziennej”
- 1994–1995: Radio Romans – jako Wiktor Malicki
- 2000: Trędowata – jako reżyser Bogdan Byrski (odc. 14 i 15)
- 2004: Sąsiedzi – jako Tytus Ciejko (odc. 54)
- 2008: Na dobre i na złe – jako doktor Zawistowski, neurolog (odc. 325)